# PanKe Shava
PanKe Shava (ПанКе Шава) — український рок-гурт, заснований 2008 року у Львові фронтменом гурту «Повітряний змій» Тимофієм Мороховцем.

## Історія

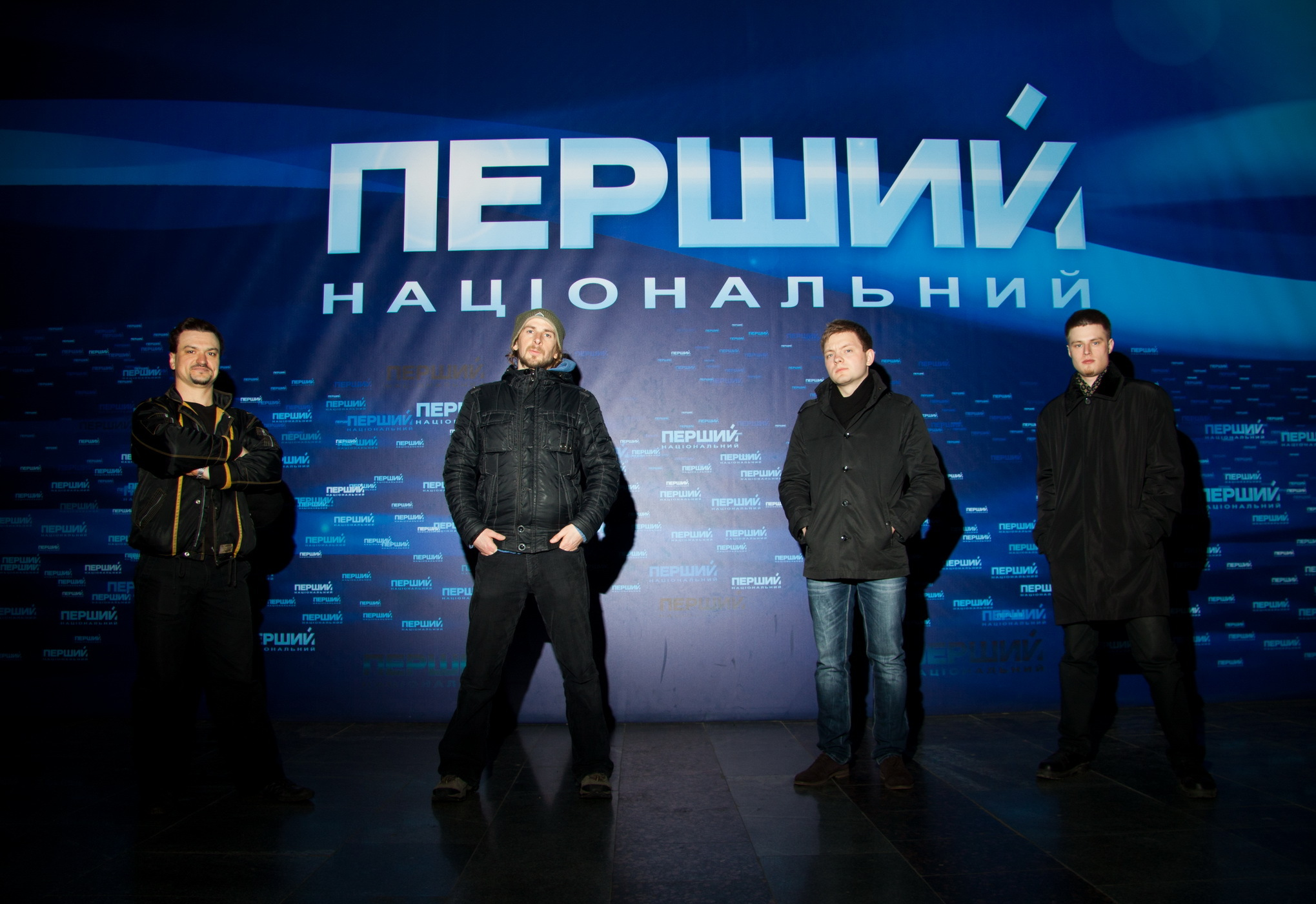
"PanKe Shava" на музичному телемарафоні "Пісня об’єднує нас!"

Гурт PanKe Shava заснований 2008 року у Львові фронтменом гурту «Повітряний змій» Тимофієм Мороховцем. Гурт декілька разів змінював склад та своє місцерозташування — перемістившись зі Львова до Полтави, та зараз базується Києві.
Митці популяризують українську культуру в Польщі та за її межами в доступній для сучасної молоді формі.
За час свого існування встигли побувати учасниками та хедлайнерами багатьох фестивалів, зокрема, "Austin City Limits Music Festival" (США), "Noc Kultury" (Польща), «Флюгери Львова», "Червона Рута", "Columbus Arts Festival" (США), "Europejski Stadion Kultury" (Польща), "Bitwa Narodow" (Польща), "Фестиваль британського року", "Gipper Tattoo Fest" (Україна), "Отроків", "Млиноманія", "Студреспубліка", "Battle of the Nations" (Україна), "Вйо Кобеляки".
Крім того, у 2012 році гурт взяв участь у найдовшому у світі музичному телемарафоні "Пісня об'єднує нас!" на Першому Національному каналі, що занесений до Книги рекордів Гіннеса.
У 2013 році "PanKe Shava" зіграли на таких фестивалях як "Рок'n'Січ", "Bataille des Nations" (Франція), "The Best City.UA", "Woodstock Україна", "Przystanek Woodstock" (Польща), "Бандерштат", а також дали ряд концертів на центральному концертному майданчику країни - Майдані Незалежності.
З 2010 року "PanKe Shava" щороку взимку проводить тур містами України "P.S.Love Tour", а у 2013 році програмою "Квадрат У" було знято фільм про те, як живеться музикантам впродовж цього туру.
Гурт бере участь у соціальних проектах, регулярно проводить музичні програми у вищих навчальних закладах, організовує благодійні концерти як добровільний внесок в культурний розвиток молоді, бере участь у реалізації програм, спрямованих на пропаганду здорового способу життя серед молоді, виховання культурно-моральних цінностей, профілактику негативних явищ в суспільстві, таких як наркоманія і алкоголізм.
У 2013 році гурт "PanKe Shava" активно співпрацював із фондами "Великий Оркестр Святкової Допомоги" (концерт у Варшаві 13 січня у фіналі "WOŚP") та "Серце до серця" (концерт на підтримку акції "Почуй світ!").

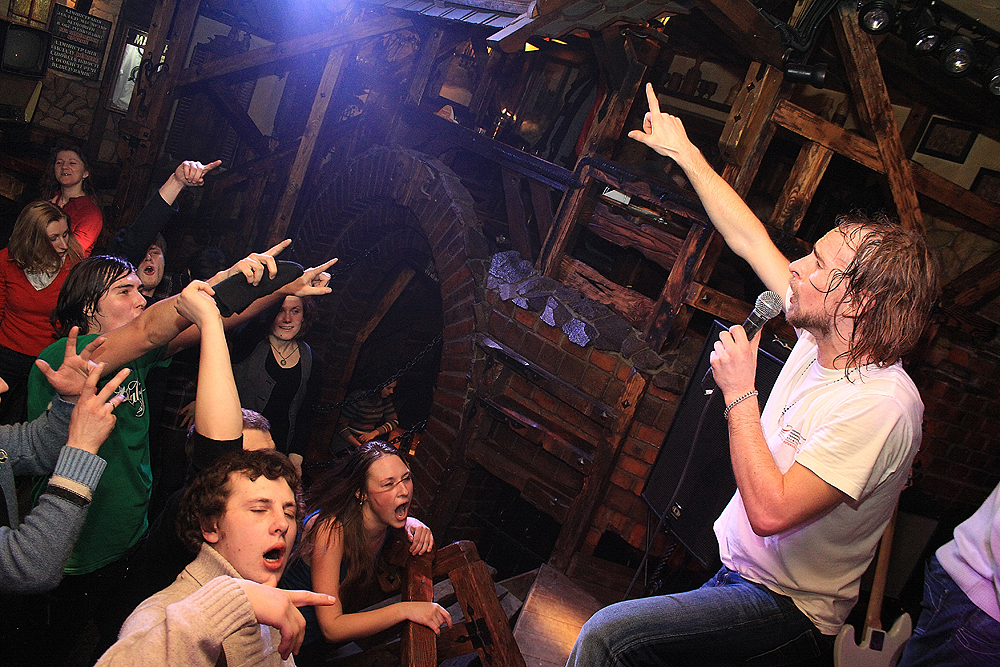
P.S. LOVE TOUR 2012

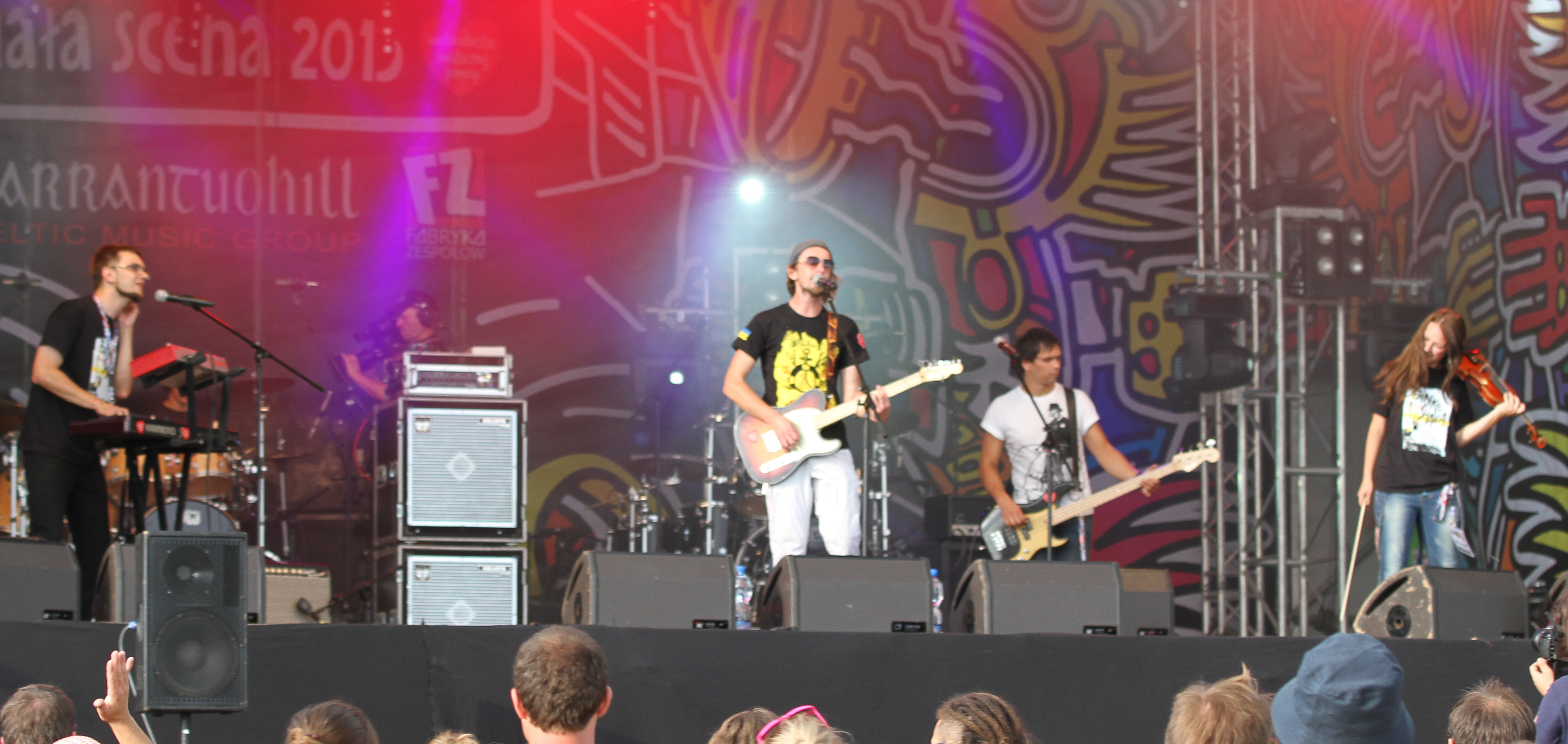
"PanKe Shava" на фестивалі "Przystanek Woodstock"

## Склад

### Теперішні учасники
- Тимофій Мороховець — вокал, гітара
- Катя Перекопська — скрипка
- Павло Гвоздецький — клавішні, вокал
- Вадим Полторак — бас-гітара, бек-вокал
- Андрій Ващенко — барабани
- Микита Перекопський – труба

### Колишні учасники
- Роман Антіпов — перкусія (2008)
- Святослав Бабій — перкусія (до 2009 року)
- Серб "Нафаня" Свірський — бас-гітара (до 2009 року)
- Олексій Діброва — барабани (2010)
- Віталій Вялий — барабани (2008 - 2009, 2011)
- Сашка Чех — скрипка (до 2011 року)
- Богдан Шкуринський - баян (до 2012 року)
- Алєкс Попель - барабани (до 2012 року)
- Іван Сопельняк – бас-гітара (до 2012 року)
- Павєл Молюкєвіч – бас-гітара (2012)
- Тарас Мельниченко — барабани (2012 - 2013)
- Макс Кортес – гітара (2011, 2013)

## Дискографія
- Strange World (EP, 2010)
- Maydan Birthday limited edition (2013)